# Sinsa-dong, Gangnam
Sinsa-dong là một phường của Gangnam-gu ở Seoul, Hàn Quốc. Phường này có nhiều cửa hàng bách hóa, tiệm làm tóc, nhà thờ, cửa hàng, quán cà phê và nhà hàng.

## Vận chuyển
Khu vực này được phục vụ bởi ga Sinsa thuộc tàu điện ngầm Seoul tuyến 3 và các tuyến xe buýt Seoul.

## Giáo dục
Các trường học ở Shinsa-dong:
- Trường Tiểu học Singu Lưu trữ ngày 24 tháng 3 năm 2012 tại Wayback Machine (Từ lớp 1 đến lớp 6),
- Trường Trung học Cơ sở Sinsa Lưu trữ ngày 16 tháng 5 năm 2014 tại Wayback Machine (từ lớp 7 đến lớp 9)
- Trường Trung học Phổ thông Hyundai Lưu trữ ngày 19 tháng 7 năm 2006 tại Wayback Machine (lớp 10 đến lớp 12). Trường Trung học Cơ sở Sinsa và trường Trung học Phổ thông Hyundai nằm ngay cạnh nhau.

## Địa điểm thu hút
Shingsa-dong Garosugil là một địa điểm nổi tiếng ở Sinsa-dong với rất nhiều cây bạch quả ở hai bên đường. Mọi người gọi con đường này là đường của các nghệ sĩ vì nó có một bầu không khí được tạo nên từ các quán cà phê và nhà hàng duyên dáng. Ngoài ra, nhiều người nổi tiếng Hàn Quốc ghé thăm nơi này vì họ có thể dễ dàng tìm thấy quần áo độc nhất hoặc ngoại nhập.
Công viên Hangang ở giữa cầu Hannam và cầu Banpo có các cơ sở thể thao như sân bóng rổ, sân tennis và hồ bơi. Ngoài ra, mọi người có thể tìm thấy một nhà hàng đặt trên chiếc phà sang trọng trong công viên Hangang.